# 俄克拉何马城爆炸案
俄克拉荷马城爆炸案发生在1995年4月19日，是针对美国俄克拉荷马城市中心艾尔弗雷德·P·默拉联邦大楼发起的本土恐怖主义炸弹袭击，也是2001年九一一袭击事件前美国本土最严重的恐怖袭击，共导致168人死亡，另有超过680人受伤，方圆16个街区的324幢建筑物受损或被毁，86辆车遭烧毁或由冲击波摧毁，震碎附近258幢建筑的玻璃，共造成至少价值6.52亿美元破坏。事发后地方、州、联邦乃至世界各地机构开展大量救援工作，全美各地大笔捐款。联邦紧急措施署派出包含665名救援人员的11支城市搜索与救援任务组开展搜救和恢复工作。
爆炸发生仅90分钟后，俄克拉荷马州巡警拦下了驾驶无牌车辆的提摩太·占士·麥克維，并以涉嫌非法携带枪支将其逮捕。很快，法医证据证实麦克维和特里·尼科尔斯与案件有关系，尼科尔斯随即被捕，两人都在几天内受到起诉。侦察人员之后还确定迈克尔·福捷和洛里·福捷夫妇是案件的同谋。麦克维是一位曾参加过海湾战争的退伍军人，对美国的民兵运动抱有同情，他把一辆租来的卡车装满炸药后停在艾尔弗雷德··默拉联邦大楼前，然后引爆了炸药。特里·尼科尔斯是麦克维的同谋，他对炸弹的制备进行了协助。麦克维仇视联邦政府，认为政府对1992年的红宝石山脊事件和1993年的韦科惨案处理失当，他把自己的攻击时间定在韦科惨案以多人死亡告终这天的两周年纪念日（韦科惨案發生時麦克维人在現場，甚至有記者訪問他）。
官方对案件所进行的调查人称，是美国历史上最大规模的刑事调查案例。联邦调查局探员进行了2.8万次面谈，收集了3.2吨证据，收集的各类资讯有近十亿份:vii。几位炸弹袭击者于1997年受到起诉并全部定罪，麦克维于2001年6月11日以注射执行死刑，尼科尔斯被判处无期徒刑。迈克尔（Michael Fortier）和洛里·福捷（Lori Fortier）夫妇作为污点证人出庭作证指控麦克维和尼科尔斯，其中迈克尔因未能警告联邦政府获刑12年，洛里则通过自己的证词进行控辩交易得到豁免。
这起爆炸案促使联邦政府通过了1996年《反恐怖主义及有效死刑法》，其中收紧了美国人身保护令的应用标准，还通过立法提高了对各地联邦建筑的安全性保护标准来防止今后的恐怖袭击事件。2000年4月19日，俄克拉荷马市国家纪念堂在原本的默拉联邦大楼旧址落成，纪念爆炸案的受害者，爆炸发生后每年同一时间都会举行纪念活动。

## 策划

### 动机

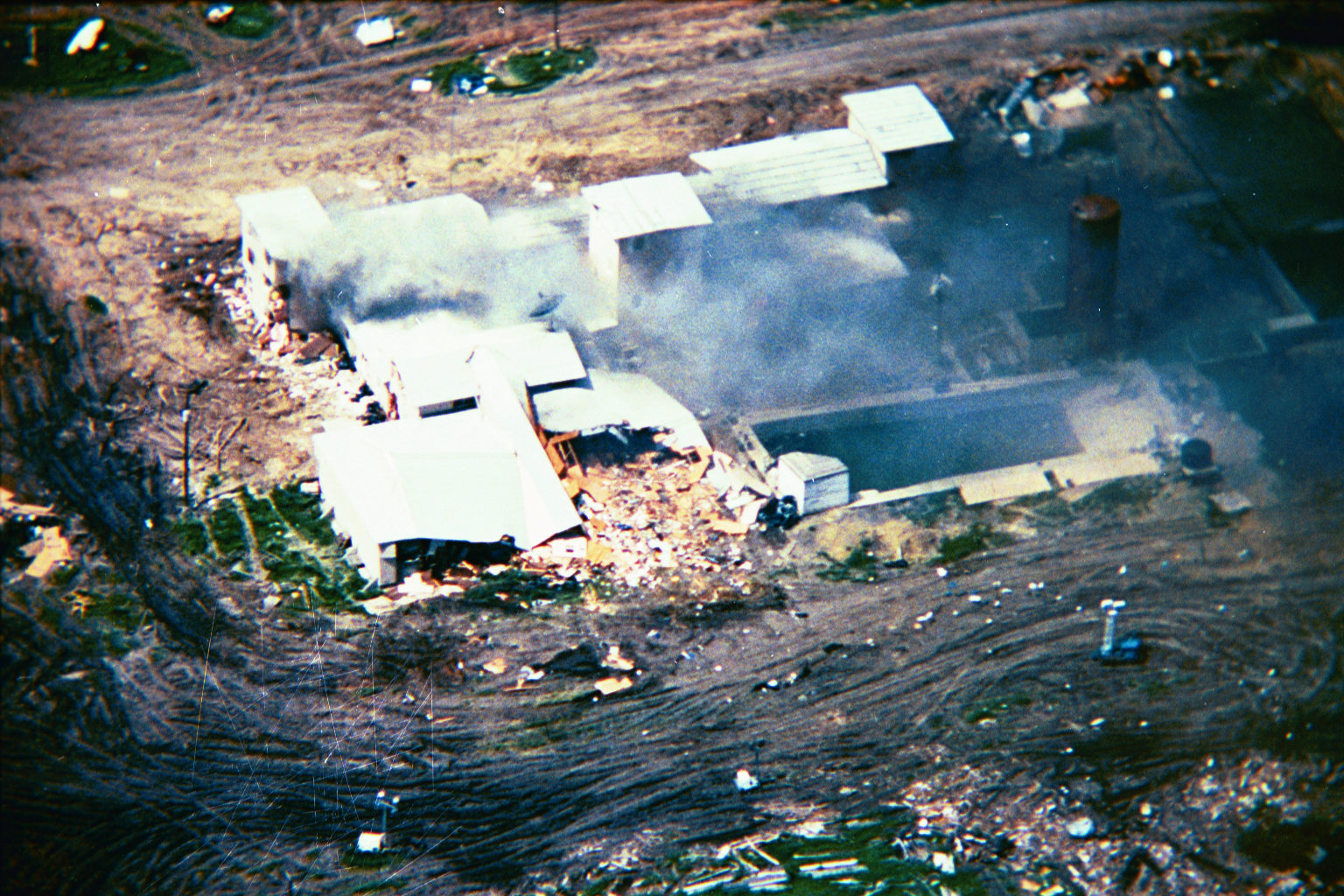
1993年聯邦政府在韦科惨案中针对大卫教派的行动失当导致多人死亡。

爆炸案的两位主谋提摩太·占士·麥克維和特里·尼科尔斯于1988年在班宁堡接受美国陆军基本训练时相识。迈克尔·福捷是麦克维在军中的室友。三人对生存主义有着共同的兴趣。1992年，联邦调查局与兰迪·韦弗（Randy Weaver）之间的对峙以血案告终；1993年，联邦调查局与大卫教派展開长达51天的僵持也以双方火拼导致多达76人死亡劃上句点。麦克维等人对此深感愤怒，认为联邦政府处理失当。1993年3月，麦克维曾在双方对峙期间到访韦科当地，事情结束后又去了一趟。之后他决定透过炸毁一座联邦大楼来表明自己的立场。

### 选择目标

爆炸前的艾尔弗雷德·P·默拉联邦大楼。

麦克维起初只打算摧毁一幢联邦建筑物，但之后他改变了主意，觉得爆炸中死的人越多，越能够清晰明瞭地表达自己的立场:224。他对潜在攻击目标的选择标准是，其中至少要有三大联邦执法机构的两个：美国菸酒槍炮及爆裂物管理局、联邦调查局和美国缉毒局。他还把像美国特勤局或美国法警之类的其他执法机构视为额外目標:167。
麦克维居住在亚利桑那州的金曼，他先后考虑过密苏里州、亚利桑那州、德克萨斯州和阿肯色州的目标:167。麦克维在自己授权的传记中表示，他希望將非政府人员的伤亡降到最低，因此排除了位于阿肯色州小岩城高40层的大都会国家银行大厦，因为那里的一楼有家花店:168-169。1994年12月，麦克维和福捷前往俄克拉何马城参观了前者选定的目标：艾尔弗雷德··默拉联邦大楼。该楼早在1983年10月就曾是白人至上主义组织主之圣约、剑及武装（The Covenant, The Sword, and the Arm of the Lord）的目标，该组织创始人詹姆斯·埃里森（James Ellison）和理查德·斯内尔（Richard Snell）等人曾预谋在“该联邦大楼前（停放）一辆小货车或拖车，并用定时引爆的火箭弹将其炸毁”。之后斯内尔因谋杀两人而被判死刑，这两人与他的炸弹袭击阴谋没有任何关联，最终他的上诉被法院驳回，死刑也在爆炸案发生的同一天执行。
艾尔弗雷德··默拉联邦大楼高九层，建于1977年，以一位同名联邦法官命名，大楼中有包括美国缉毒局、美国菸酒槍炮及爆裂物管理局、社会保障局在内的14個联邦机构，还有美国陆军和海军陆战队的招募办事处。麦克维选中这幢楼一来是因为其前方都是玻璃制的大门和落地窗，预计可以在炸弹的冲击下粉碎，造成尽可能大的伤害，二来还因大楼临近处是广阔且开放式的停车场，可以吸收和消散爆炸的部分威力，保护附近那些非联邦大楼内的人:168-169。此外，麦克维还认为大楼周边的广阔空间可以让人拍照时更方便，这样事件的宣传效果也就更好:168-169。他计划在1995年4月19日实施这场袭击，这天既是韦科惨案两周年，还是的220周年:226。

### 获取原料
麦克维和尼科尔斯购买和窃取了制造炸弹所需的原料，并将之存放在租来的工棚里。1994年8月，麦克维从枪支收藏家罗杰··摩尔（Roger E. Moore）处获得了二元炸药，然后与尼科尔斯一起在后者位于堪萨斯州赫灵顿（Herington）的家门外将之激活。1994年9月30日，尼科尔斯从堪萨斯州麦克弗森县县城麦克弗森（McPherson）的中堪萨斯州合作社购买了40包硝酸铵，每包重22.68公斤，这足够给4.24英亩的农田施肥，每英亩的含氮量可以提高约72.57公斤（所购买的硝酸铵共40×22.68≈907公斤，每公斤硝酸铵含氮0.34公斤，所以每英亩所提高的72.57公斤的氮相当于72.57÷0.34≈213.44公斤硝酸铵，共907公斤硝酸铵除以213.44，约等于4.24），有助于种植玉米。尼科尔斯还于1994年10月18日另买了一袋22.68公斤重的硝酸铵。麦克维联系了福捷，邀请他加入进行协助，但受到了拒绝:201。
据称，麦克维等人洗劫了枪支收藏家罗杰··摩尔的家，抢走了价值6万美元的枪支和金银珠宝，并用摩尔的小货车运走。麦克维曾到访摩尔的农场，不过对于他和尼科尔斯是否就真的是抢劫摩尔的人曾存在不同意见。首先，劫匪戴着滑雪面具，所以受害人不可能作出肯定性的指认，而且对劫匪的描述也与尼科尔斯不符；其次，雅利安共和军的劫匪当时也在摩尔农场附近区域活动；第三，炸弹的原料耗费只要五千美元左右，所以麦克维也不需要筹资。其中租辆卡车用了约250美元，化肥不到500美元，硝基甲烷2,780美元，还有一辆廉价汽车用来逃离现场:175-176。麦克维给摩尔写了封信，其中声称抢劫他的是政府探员:197-198。之后，办案人员在尼科尔斯的家里以及他租下的储存工棚中发现了摩尔被抢的物品。
1994年10月，麦克维向迈克尔·福捷和洛里·福捷夫妇展示了自己所绘的一份图解，其上画的就是自己打算制造的炸弹。这个炸弹中含有超过2,268公斤硝酸铵化肥，混合约544.3公斤的液态硝基甲烷和158.76公斤托威克斯水胶炸药。再加上16个用来盛放爆炸性混合物，规格55加仑（约合208.2升）的滚筒，整个炸弹的重量将达到约3,175公斤:163-164。麦克维原本还打算使用联氨火箭燃料，但之后因其过于昂贵而作罢。1994年10月，麦克维假扮成摩托车赛车手，以自己和一些赛车同好需要盛取燃料为幌子获得了三桶硝基甲烷，每桶约有208.2升。
麦克维租下了一处储物间，在里面储存了7板条箱45.7厘米长的水胶炸药卷，88线轴的激波管，500条电气起爆雷管，这些是他和尼科尔斯从堪萨斯州马里昂县县城马里昂的马丁·玛丽埃塔集料采石场偷来的。他还在那里找到了18,143.7公斤的铵油炸药，但认为这些炸药的威力不够大，所以没有窃取，不过之后他又从另一处来源获得了17包的铵油炸药用于制作炸弹。麦克维在一个塑料佳得乐壶里装上硝酸铵小颗粒，液态硝基甲烷，一条托威克斯水胶炸药卷和一截起爆雷管制作了一颗原型炸弹:165，为了逃避侦察，原型弹的引爆是在沙漠中进行:165。
麦克维之后这样谈及自己在准备过程中的军事思维：“在军队里，你会学会如何处理杀人（的情况），我能面对后果，你也要学会去接受。”他把自己的所作所为与广岛与长崎原子弹爆炸而不是珍珠港事件相提并论，认为这是防止更多生命损失的必要之举。:166
1995年4月14日，麦克维到达堪萨斯州的章克申城，租下“梦境”（Dreamland）汽车旅馆的一个房间:209。次日他以假名罗伯特··克林（Robert D. Kling）租了一辆1993年的福特-700卡车，他选择用这个假名是因为自己认识一位姓克林（Kling）的陆军士兵，并且这个名字让他想起《星际旅行》中的克林贡士兵:199, 209。4月16日，他与同谋特里·尼科尔斯一起驾车前往俄克拉何马市，并且已经在距艾尔弗雷德··默拉联邦大楼数个街区以外停了一辆用于逃离现场的汽车:212。附近丽晶大厦公寓楼大堂的安防摄像机拍下了尼科尔斯把小卡车开往联邦大楼的影像。他把车牌取下后留下了一张纸条盖住车辆识别号码，上面写道：“不是抛弃不要（的车）。请不要拖车。会在4月23日开走。（需要电池和线缆）”，之后两人都返回了堪萨斯州:206-208。

### 制作炸弹
1995年4月17至18日，麦克维和尼科尔斯把准备好的物品从他们堪萨斯州赫灵顿的仓库转移，其中制作炸弹的原料都装到了租来的卡车上:215。然后两人驱车前往基尔湖州立公园，在那里给卡车装上钉板以容纳13个大桶，并使用塑料桶和浴室秤来混合调配化学品:216。每一个装满的桶重量接近227公斤:217-218，麦克维还在货舱的司机一侧增加了更多的炸药，这样万一主炸弹一开始没有爆炸，他也可以使用自己的格洛克21手枪从近距离引爆，只不过这样实际上也等同于自杀:219。之后迈克尔·福捷的妻子洛里·福捷在麦克维出庭受审时表示，后者曾声称已经准备了多桶炸药来构成锥形装药。即用硝酸铵肥料的包装捣固卡车的铝侧板，达到将爆炸威力朝建筑物方向引导的目的。具体来说即是麦克维将桶排列成倒过来的字母形状，他之后还称，如果纯粹是为了增大破坏力的目的，他可以把桶全都堆到货舱上最靠近默拉联邦大楼的一侧，但是，这样做会导致超过3吨的重量分布不均，压断车轴，导致卡车翻车，或至少会令车朝一边倾斜，引起他人的注意:217-218。
接下来，麦克维安装了一套可以从卡车驾驶室启动的双保险引爆系统，他在驾驶室的座位下和卡车车身上各钻了两个孔，每一个孔都接通了一条绿色的大炮引信到达驾驶室。这些延时引信从驾驶室开始经鱼缸的塑料油管连至两套非电力类起爆雷管，可以引爆麦克维从一个采石场偷来的约158.8公斤高爆炸药:217-218。他还将油管漆成黄色，与卡车的外观相符，并用胶带将其固定在车厢侧翼，令其难以受外力拉扯影响:217-218。引信已设置为启动状态，可以透过激波管和158.76公斤的托威克斯水胶炸药卷引爆桶内的化学品。13个桶中有9个装满了硝酸铵和硝基甲烷，另外4个装有化肥和约15.14升柴油的混合物:217-218。还有其他在制作炸弹过程中使用的材料和工具都留在卡车里，以便在爆炸中销毁。卡车爆炸做好后，尼古拉斯返回赫灵顿的家中，而麦克维则开车前往章克申城:217-218。

## 爆炸

红色线路表示麦克维在案发当天开卡车前往目标地点的行进路线，蓝色线条则是他徒步逃离现场的路线。

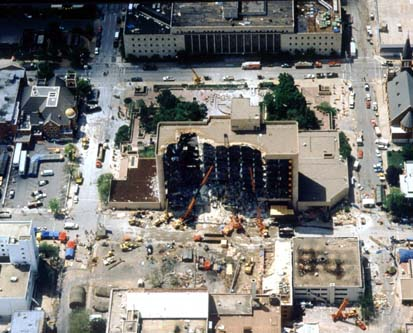
爆炸后艾尔弗雷德·P·默拉联邦大楼北面的鸟瞰图。

麦克维原计划在上午11点引爆炸弹，但到了1995年4月19日拂晓，他决定提前到9点开始:220。麦克维开着卡车前往默拉联邦大楼时身上带有一个信封，其中装有《特纳日记》的书页，该书中虚构了一个白人至上主义者在上午9点15分用卡车炸弹炸毁联邦调查局总部来引发革命的故事。麦克维身穿一件印有弗吉尼亚州口号（拉丁语，意为“這就是暴君的下場”，据传马尔库斯·尤尼乌斯·布鲁图在刺杀尤利烏斯·凱撒时第一个说出这句话，并且约翰·威尔克斯·布斯在刺杀美国总统亚伯拉罕·林肯得手后也立即大身喊出过这句话）和托马斯·杰斐逊的名言“自由之树一定要时时用爱国者和独裁者的血来浇灌”字样的印花恤:226。他还带有另一个信封，其中盛有反政府的宣传素材，如印有托马斯·杰斐逊另一句名言“当政府害怕人民时，就有了自由；当人民害怕政府时，就便是专制”（When the government fears the people, there is liberty. When the people fear the government, there is tyranny.）的保险杠贴纸。麦克维还在下面写道：“或许从今以后，就会有自由！”还有一份约翰·洛克名言的手抄，声称人有权杀死夺走自己自由的人:228。
麦克维于早上8点50分进入俄克拉荷马城:229。8点57分，于三天前录下尼科尔斯开着小卡车的丽晶大厦公寓楼大堂安防摄像机也记录到他的卡车前往默拉联邦大楼。与此同时，麦克维引燃了需时5分钟的引信。三分钟后卡车距目标还剩一个街区，他引燃了2分钟的引信。他把卡车停在建筑物下一家日托中心的落客区，下车并上锁，然后朝自己的逃脱车辆走去，并在几个街区外扔掉了卡车的钥匙。
上午9点02分（协调世界时下午14点02分），装有超过2177公斤硝酸铵肥料、硝基甲烷和柴油燃料混合物的卡车在九层高的艾尔弗雷德··默拉联邦大楼北面爆炸，上百人死亡，数百人受伤，三分之一的建筑物被完全炸毁，在大楼相邻的西北第五街炸出了一个9.1米宽，2.4米深的弹坑。爆炸还令方圆16个街区的324幢建筑物受损或被毁，并且震碎了附近258幢建筑物的玻璃。单破碎的玻璃导致的死亡人数就占遇难者总数的5%，默拉联邦大楼外受伤的人数里也有69%是因飞溅的玻璃碎片造成，大楼周围还有86辆车被烧毁或由冲击波摧毁:52。多幢建筑物遭受的破坏还导致成百上千的人们流离失所，俄克拉何马市中心的多个办事处也予以关闭。估计这次爆炸一共造成了至少6.52亿美元的损失。
爆炸的威力相当于超过2268公斤，并且远在89公里外都能听到和感觉到。位于6.92公里外的俄克拉荷马州科学博物馆和位于25.91公里外诺曼的地震仪都记录下了这次爆炸，其强度相当于黎克特制地震震級的三级。

## 逮捕
联邦调查局起初对这场爆炸案的始作甬者提出了三种假设。第一种是国际恐怖分子，很可能与两年前的世贸中心爆炸案属同一团伙所为；第二种是贩毒集团透过这一行动打击报复美国缉毒局探员，因为大楼内有美国缉毒局的办事处；最后一种假设则属阴谋理论，认为是基督教法西斯主义团伙执行了这场袭击:62-63。

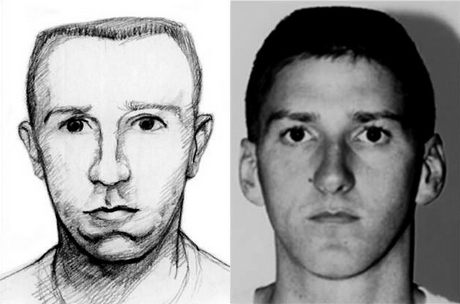
联邦调查局所使用的素描（左）与麦克维本人的照片（右）。

麦克维在爆炸发生仅90分钟后就受到了拘捕，当时他正开着一辆1977年产的黄色水星侯爵轿车沿35号州际公路向北行至俄克拉荷马州诺布尔县的佩里（Perry）附近。俄克拉荷马州巡警查理·汉格尔（Charlie Hanger）发现麦克维的车上没有车牌，因此将他拦下，之后又发现车上暗藏武器而将其逮捕。麦克维谎称自己的家位于密歇根州，所说的是特里·尼科尔斯兄弟詹姆斯（James）的地址。将麦克维送入监狱并登记后，汉格尔搜查了自己的警车，找到一张麦克维戴着手铐时藏匿的名片。这是一张来自威斯康星州军用存货商店的名片，其背面写着“每份5美元，需要更多”。这张名片之后在麦克维受审时成为其中一件呈堂物证。
联邦探员透过对爆炸卡车车轴上的车辆识别号码以及残留的车牌进行调查发现，这辆卡车来自章克申城的其中一家租赁公司。接下来探员在该公司业主埃尔登·埃利奥特（Eldon Elliot）的帮助下绘制了一幅草图，把麦克维与爆炸案联系起来:65。梦境汽车旅馆的里亚·麦戈温（Lea McGown）也确定麦克维涉嫌，他记得麦克维曾在停车场停放过一辆黄色的卡车，麦克维入住汽车旅馆时使用的是自己真名，所填写的家庭住址也与他伪造的驾驶执照以及佩里警察局的控罪书上地址相符。麦克维之前曾在多次交易中使用假名，但在汽车旅馆却签下了真名。对此麦戈温指出：“人们都习惯于签下自己的真名，如果他们要签假名，那么他们几乎总是会在写字前眼睛向上看，试着想起自己想要签的新名字是什么。（麦克维）就是这样，当他向上看的时候，我开始和他交谈，所以他分了心（签了真名）。”

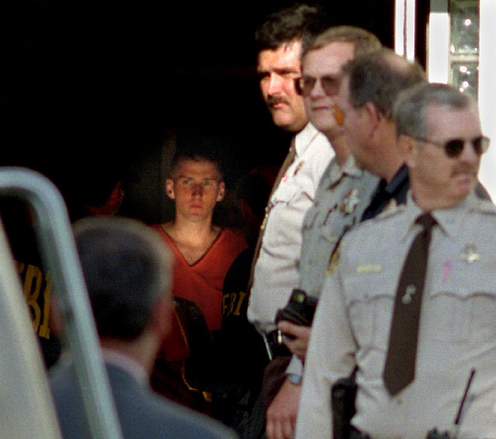
1995年4月21日，即将离开俄克拉荷马州佩里地方法院的麦克维。

1995年4月21日，佩里的地方法院完成针对麦克维的非法持枪案件审理后，联邦探员开始对他进行拘留，同时也在继续调查爆炸案。麦克维拒绝与调查人员合作，要求得到律师帮助。一些民众从前来现场的警察等人口中得到消息，监狱中现在关押着一个爆炸案的犯罪嫌疑人，于是躁动的人群开始在监狱外聚集。麦克维要求政府探员给自己穿上防弹背心或是用直升机转移，但受到了拒绝，不过当局之前还是用直升机把他从佩里送到了俄克拉荷马城。
联邦探员获得搜查令对麦克维的父亲比尔（Bill）的家进行了搜查，他们破门而入，在房子和电话上装上了窃听器:270。联邦调查局的调查人员利用获得的资讯，以及麦克维曾使用过的假家庭住址开始对特里·尼科尔斯和詹姆斯·尼科尔斯两人的家进行搜索。1995年4月21日，得知自己正在遭到追捕的特里选择了投案自首。调查人员在他的家里发现了多件罪证：硝酸铵和起爆雷管，用来钻开采石场锁的电钻，有关炸弹制造的书籍，一本白人民族主义者，民族联盟创始人兼领导人威廉·皮尔斯著，1989年发行的小说《猎人》（Hunter），还有一份手绘的俄克拉荷马市中心地图，上面标出了默拉联邦大楼以及麦克维用于逃跑的车辆所藏匿的地点:274。经过九个小时的审讯，特里·尼科尔斯受到联邦羁押，直到出庭受审时为止。1995年4月22日，詹姆斯·尼科尔斯也受到逮捕，但由于证据不足，他在32天后得以释放。麦克维的妹妹詹妮弗受到非法将子弹邮寄给哥哥的指控，不过之后她透过以证词指控麦克维的控辩交易得到豁免。
约旦籍美国人易卜拉欣·艾哈迈德于1995年4月19日离开自己在俄克拉荷马的家前往约旦看望家人，他也在最初的拉网式调查中被捕。因为办案人员起初担心中东恐怖分子可能是这起袭击的幕后主使，但在经过进一步调查后，办案人员确认艾哈迈德与爆炸案之间不存在任何关联。:63

## 伤亡

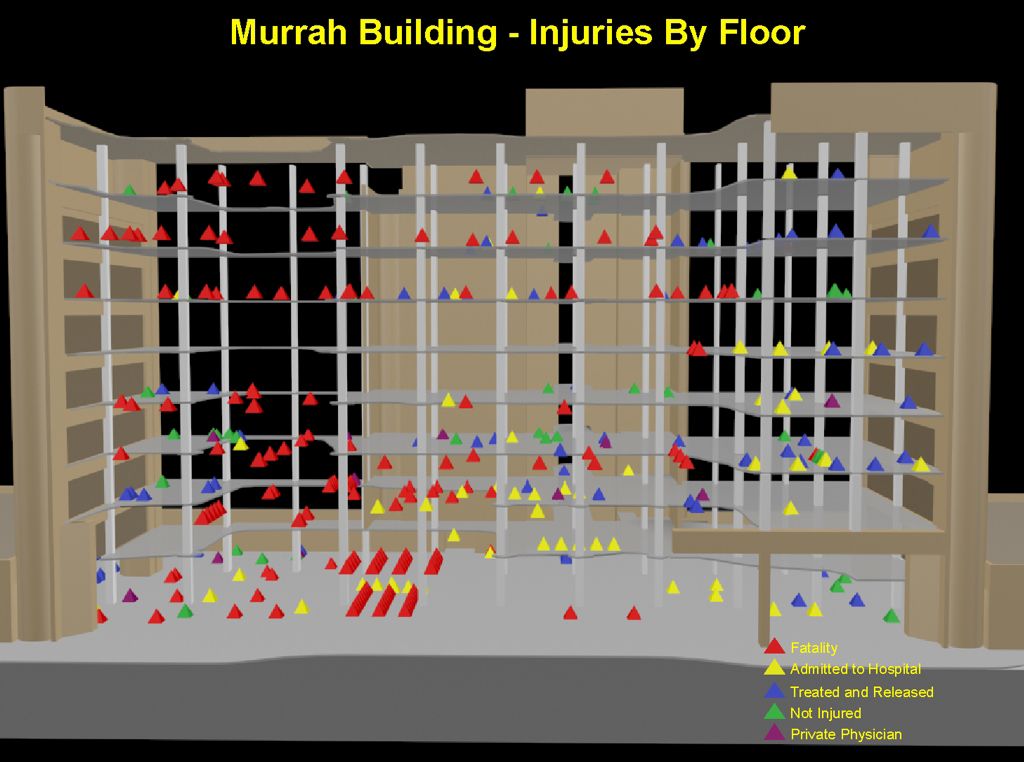
此图列明了艾尔弗雷德·P·默拉联邦大楼每一位死难者的具体位置。

炸弹爆炸时，艾尔弗雷德··默拉联邦大楼内估计有646人:61。到这天深夜，已有14位成人和6名儿童确认死亡，超过100人受伤。最终共确认有168人死亡，还有一条断腿与确认身份的受害者不符，很可能属于身份不明的第169位死者。大部分受害人并非直接因炸弹爆炸死亡，而是由于大楼的倒塌遇害。所有死者中有163人在默拉联邦大楼内，一人身在雅典大厦，还有街对面停车场的一位女性，俄克拉荷马水资源大楼内的一男一女，以及一位被土石砸中头部的救援人员。
受害者中年龄中最小的只有3个月大，最年长的则为73岁。受害者中还包括三名孕妇。所有死者中共有99人为联邦政府工作:234，8人是联邦执法人员， 其中4人隶属美国特勤局，两人为美国海关总署工作，一人是美国缉毒局探员，还有一人来自美国住房及城市发展部。有19名儿童遇害，其中15人身在美国儿童日托中心。全部168具遇难者遗体都是在现场设立的一个临时太平间加以辨认:82，一组由24名工作人员组成的鉴别团队使用全身X光扫描、牙齿检查、指纹识别、抽血化验以及DNA检测来确定死者身份:234:96-97:73。有超过680人受伤，其中大部分人的伤情为擦伤、严重烧伤和骨折。
麦克维之后用这样的话来为自己在爆炸中杀害儿童辩护：“这场冲突中的交战规则不是我定的，这些规则都是由侵略者定的，只不过没有写下来而已。这很残忍，可谓不择手段。韦科和红宝石山脊也有女人和孩子被杀，这都是（政府）种下的因所结的果。”:225

## 响应和救援

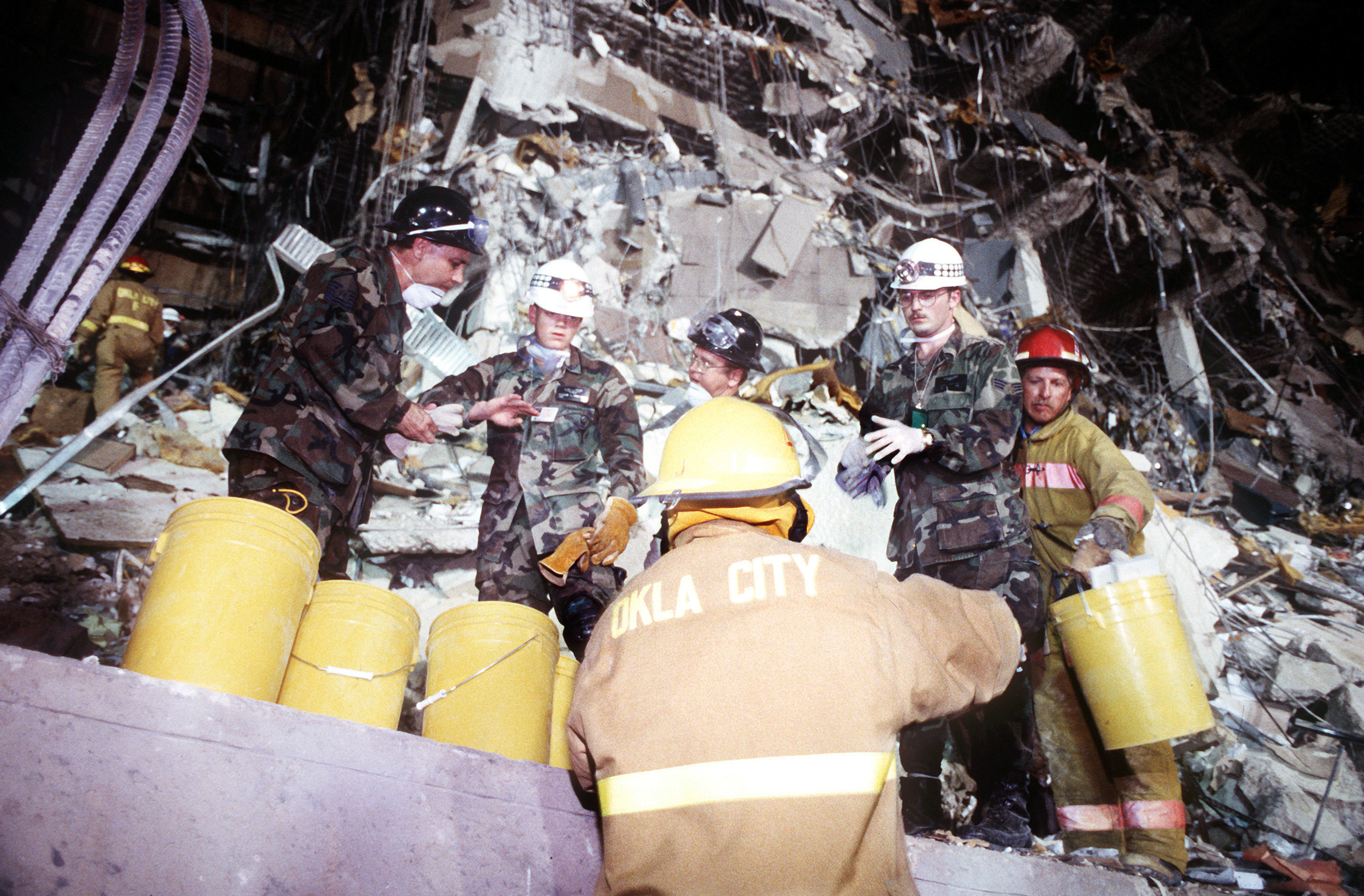
美国空军人员和消防员在营救工作中去除瓦砾。

上午9点03分25秒，紧急医疗服务管理局收到了第一通与爆炸案有关的9-1-1求助电话，随后一共接到了超过1800通这样的电话。并且这个时候已经有多辆救护车以及许多警察和消防员在听到爆炸声后赶赴现场。附近的多位看到或听到爆炸的平民也赶到现场对受害人和救援人员提供帮助。爆炸发生后不到23分钟就已经设立了州紧急行动中心，其中包括来自州内公共安全、人性化服务、军事、卫生和教育部门的代表。包括美国国家气象局、美国空军、民航巡逻队和美国红十字会在内的多个机构向州紧急行动中心提供协助。俄克拉何马国民警卫队也有465位成员在一小时内赶到现场提供保安服务，还有民用应急管理部门的工作人员也立即提供了协助。
爆炸发生后现场几乎立即就设立了紧急医疗服务指挥所，负责监管分诊、治疗、运输和净化工程。现场设立了简单的计划——目标执行原则：对伤者的治疗和转运必须尽快完成，马上就需要有物资和人员对大量病人进行处理，尸体需要先移至临时太平间，直到可以转送验尸房，此外还需要建立长远的医疗运作措施。默拉大楼一旁设立了分诊中心，所有的伤者都将送到这里。对伤者的治疗和运输都以十万火急的步伐完成。210位病人在爆炸后的前两个小时内就已转送到附近多所医院的主要分诊中心。
默拉联邦大楼在爆炸发生后的第一个小时内有50人获救:36。整个地区的每间医院都接收了伤者。到第一天的救援工作结束时，距爆炸地点8个街区的圣安东尼医院已收治153人，还有超过70人送往长老会医院，41人送至大学医院，18人送到儿童医院:68。为了使用灵敏的声音设备通过检测人体心跳来找到幸存者，爆炸现场多次进入暂时的寂静状态。部分极端情况下，为避免伤者陷入致命性的昏迷状态，需要对其在未经麻醉的情况下进行截肢，来将他们从废墟中解救出来。警察还收到信报声称大楼内放置有其他的炸弹，因此现场还周期性地进行了疏散。
上午10点28分，救援人员发现了一件他们认为很可能是第二枚炸弹的物体。部分救援人员拒绝离开现场，直至警察下令对方圆四个街区实行强制撤离:78。经过确认，该物体是一枚0.9米长的陶式导弹，用来训练联邦探员和嗅弹犬，这枚导弹实际上已属惰性，但执法部门当初为了在计划的一场行动中误导军火贩子而给导弹标上了“活性”（live）的字样。结果现场在检验确定导弹是惰性的过程中浪费了45分钟的救援时间。晚上19点左右，救援人员从倒塌的大楼底部救出一名15岁的少女，这也是案发当天救出的最后一位幸存者。
超过12000人加入了次日的救援行动。联邦紧急事务管理署派出了包含665名救援人员的11支城市搜索与救援任务组。一名护士在实施救援的过程中因被土石砸中头部而遇难，还有另外26位救援人员因受伤而需入院治疗:62。24支K-9警犬搜救队以及多条从外州运来的警犬到达现场在废墟中寻找幸存者和尸体:103:34。为了尽可能找到更多的尸体，从1995年4月24日到29日，现场每天都清理掉了91到318吨的瓦砾:86。

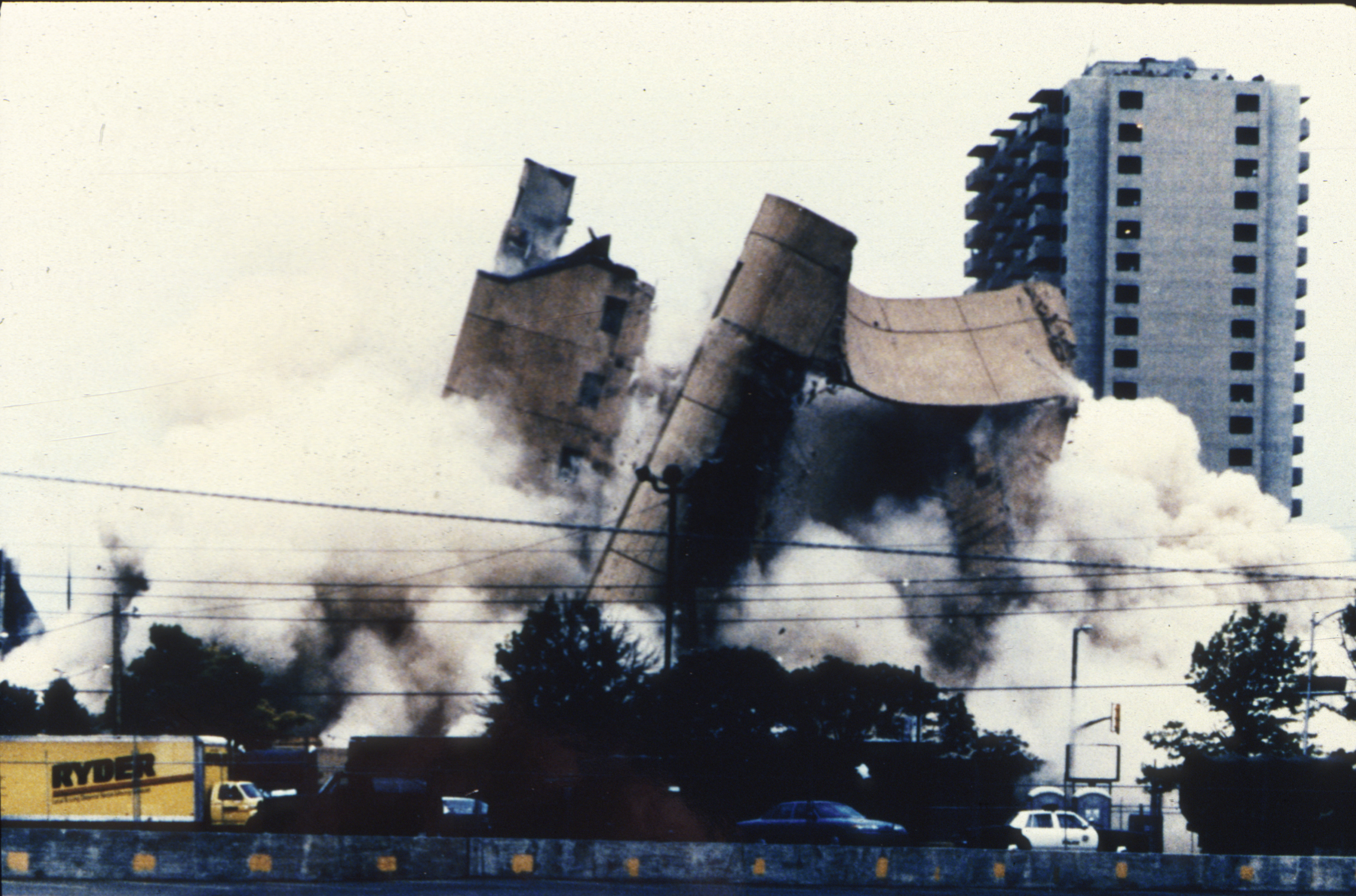
爆炸案发生一个多月后的1995年5月23日，艾尔弗雷德·P·默拉联邦大楼予以爆破拆除。使用的炸弹安置在一辆卡车上，与上图左下方的那辆卡车类似。

救援和恢复工作在5月5日中午12点05分结束，这时所有遇难者的遗体只剩三具没有找到。为安全起见，大楼原计划在救援完成后不久予以拆除，但麦克维的律师史蒂芬·琼斯（Stephen Jones）提出动议，要求延迟拆除，以便辩方可以斟查现场来对庭审做准备:140。爆炸案发生一个多月后的5月23日早上7点02分，艾尔弗雷德··默拉联邦大楼予以爆破拆除:234。紧急医疗服务指挥中心在这一个多月的时间里每天24小时都有工作人员值班，直到大楼拆除后才予以关闭。营救人员在大楼拆除后找到了最后三具尸体，其中两名是信用社职工，一位是顾客。之后数天里，工作人员用卡车以每天730吨的速度清理废墟。部分碎片之后在对案犯的庭审中用作证据，有些送到了纪念馆，有些捐给了当地学校，还有一些予以出售来筹集救援资金:142-144。

### 人道主义援助
全国性的人道主义援助迅速展开，部分情况下甚至有些过火。人们捐赠了大量的手推车、瓶装水、头盔灯、护膝、雨具，甚至还有橄榄球头盔:62-63。捐赠品数量之大甚至导致物流和库存管理上出现问题，直到设立派送中心来接收货物并给其分类才得以解决。正在城里举办贸易展的俄克拉何马州餐馆协会在超过10天的时间里向救援人员提供了15000到20000顿膳食:47。
救世军向救援人员提供了超过10万顿膳食和超过10万件披风、手套、安全帽和护膝。当地及更远地区的居民参与了献血:60，总计献血量超过9000个单位，一共只使用了131个单位，剩下的则存放到了血库。

### 联邦和州政府援助

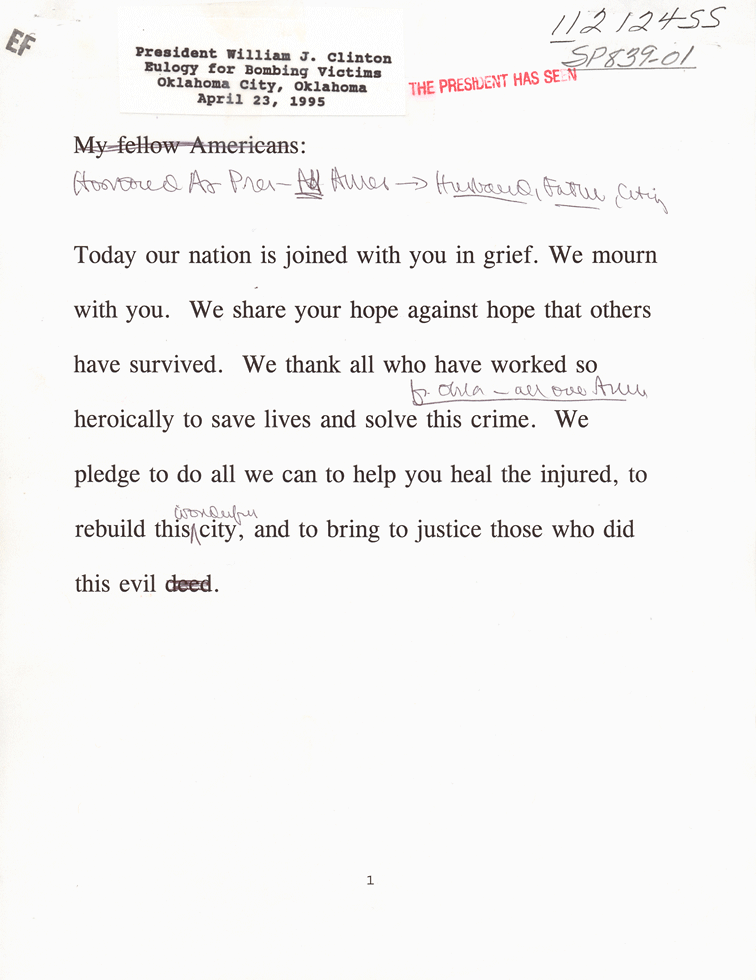
1995年4月23日，比尔·克林顿就爆炸案发表讲话，其上还有他所做的改动和注解。

爆炸当日上午9点45分，俄克拉荷马州州长弗兰克·基廷宣布进入紧急状态，命令俄克拉荷马城区域所有非必要工作岗位上的工人全部下班，以免遭受危险。总统比尔·克林顿在上午9点半左右得知了爆炸案的发生，当时他正在白宫会见土耳其总理坦苏·奇莱尔:46。克林顿在向全国发表讲话前曾打算禁止俄克拉何马城地区的所有飞机升空，防止肇事者乘机逃离，但还是决定不这么做:57-58。下午16点左右，总统宣布俄克拉何马城进入联邦紧急状态并向全国发表演说：
俄克拉何马城的爆炸案是一起针对无辜儿童和手无寸铁平民的袭击。这是懦弱的行径，也是邪恶的行为。美国不会容忍这样的事情，我不会让这个国家的人民被邪恶的懦夫吓倒。
克林顿下令所有联邦建筑下半旗30天来纪念死难者:71。4天后的1995年4月23日，克林顿在俄克拉何马城发表讲话。
俄克拉荷马城爆炸案的幸存者没有获得大笔的联邦财政援助，但事件发生后设立的默拉基金收到了超过30万美元的联邦拨款。该市还收到超过4000万美元捐款用于帮助救灾并补偿受害者。起初基金分配给了那些需要钱来重新开始的家庭，剩下的则转为信托形式，用于长远的医疗和心理治疗所需。捐款到2005年时还剩下1800万美元，其中部分指定用于在爆炸中失去父亲或母亲甚至双亲的儿童提供大专以上教育所需。一个由善待残疾人工业高管丹尼尔·科顿巴赫（Daniel Kurtenbach）主持的委员会也向幸存者提供了财政援助。

### 国际社会的反应
国际社会对于爆炸案的反应不一。克林顿收到许多慰问信，其中包括英国女王伊丽莎白二世，巴勒斯坦解放组织领导人亚西尔·阿拉法特，印度总理纳拉辛哈·拉奥。伊朗谴责针对无辜民众的爆炸袭击，但也将其归咎于美国政策的煽动。科威特议会议员艾哈迈德·巴吉尔（Ahmed Baqer）表示，“这是一种任何宗教和法律都不会容许的犯罪行为，大量的平民和儿童遭杀害。这是违反人权、违背逻辑的行径，我们反对这样的行为。”。俄罗斯、加拿大、澳大利亚和联合国、欧盟等国家和组织都表示了哀悼。
多个国家主动提出对救援和调查工作加以协助。法国提议派出一支特别救援分队，以色列总理伊扎克·拉宾提出派在反恐方面有专业素养的探员帮助展开调查。克林顿总统谢绝了以色列的好意，因为不希望进一步激起反穆斯林情绪，对美国穆斯林构成威胁:57-58。

### 受到影响的儿童

查尔斯·波特所拍这张消防员克里斯·菲尔德抱住垂死婴儿贝里·阿尔蒙的照片赢得了1996年普利策奖的现场新闻摄影奖。莱斯特·拉鲁也拍摄了一张类似的照片。

爆炸发生后，全美各地的媒体都特别报导了19名遇难者是婴儿或儿童，其中大部分当时正在日托中心这一细节。爆炸案发时全美的7900幢联邦大楼中有100家日托中心:57-58。麦克维之后表示，他在选中默拉大楼作为目标时并不知道有这家日托中心的存在，如果他知道的话，“……或许我会考虑另寻目标。以附带伤亡来说，这个数字有些太大了”。但联邦调查局认为，麦克维曾于1994年12月对大楼内部进行查探，并且很可能在爆炸案前就知道日托中心的存在。2010年4月，当年负责起诉麦克维的检察官约瑟夫·哈兹勒（Joseph Hartzler）对这个问题提出质疑，表示麦克维之前仅因发现有一个花店就决定放弃目标，但到了默拉大楼时却没有发现“那儿有一家儿童日托中心，还有家信用社和社保办事处？”。
全国各地的学校都提前放学并暂时关闭。公用事业公司职工查尔斯··波特四世（Charles H. Porter IV）拍下了一张消防员克里斯·菲尔德（Chris Fields）抱着婴儿贝里·阿尔蒙（Baylee Almon）的照片，阿尔蒙之后不久在附近的医院夭折。这张照片在全世界范围转载，成为这起爆炸案的象征，还获得了1996年普利策奖的现场新闻摄影奖:98。媒体报告中多位儿童死亡的影像又吓到了许多孩子们，之后的研究表明，一些孩子表现出了创伤后心理压力紧张症候群的症状。
儿童成为爆炸案后心理健康问题的主要关注焦点，许多与缓解炸弹心理影响相关，老年人和儿童都同样适宜的服务也融入了社区之中。俄克拉荷马州的公立学校也进行了这样的工作，向近4万名学生提供了服务。俄克拉何马城在爆炸过去7星期后对初中和高中学生开展了一次临床研究，这也是当地最早且有组织的心理健康活动之一。这项研究主要在与爆炸案受害者没有任何关联的初中和高中学生中进行，结果显示这些学生虽然深受事件之震憾，而且表现出对这一事件的无力感，但他们在日常的学校和家庭生活上并不存在多少困难。相比之下，与爆炸案的受害者存在关联的学生情况就糟得多，许多人都存在创伤后应激障碍。
多位儿童在爆炸中失去了一位甚至多位至亲，还有报道称七位单亲家庭的儿童失去了自己仅有的家长。这些儿童之后由单亲家长、养父母或其他家庭成员抚养。失去亲人让这些儿童在心理和情感上遭受磨难，还有一份采访表明爆炸产生的孤儿中至少有十位经历了许多不眠之夜，还对死亡产生痴迷。
克林顿总统表示，当他看到废墟中拉出婴儿的图像后，自己已经“出离愤怒”到想要“一拳打穿电视机”:54。他和第一夫人希拉里要求助手们向儿童护理专家学习如何与那些和爆炸案相关联的孩子们进行沟通。总统还在爆炸案三天后向全国发表演说称：“我不希望我们的孩子因为这件可怕的事情而去相信生活、未来以及成年人中有一些可怕的东西……大部分成年人都是好人，他们想要保护我们孩子的童年，我们一定会挺过这一关。”1995年4月22日，总统夫妇在白宫与超过40位联邦机构工作人员及其子女站到一起，透过现场直播的电视和广播向全国发表演说，表达了他们对儿童的关切。

### 媒体报道
新以百计的新闻卡车和媒体雇员赶到事发地点展开报道，新闻界立即就注意到，这场爆炸案发生的日期正是韦科惨案两周年。起初的新闻报道中很多都推测这是由伊斯兰恐怖分子开展的袭击，并具体提及了1993年世界贸易中心爆炸案的幕后主使:249:55。这些报道也导致一些穆斯林和阿拉伯裔受到攻击:140。
由于起初还没有任何证据可以证明其他可能性，因此媒体在呈现给公众的报道中对中东组织和个人横加指责。这一时期美国对阿拉伯裔存在的成见对国内生活的许多阿拉伯裔美国人造成了不利影响。这些成见可能对一些个人在爆炸案发生后的行为构成了影响，并且还可能正是媒体假定中东团体对事件负有责任的重要原因。阿拉伯裔美国人反歧视委员会主席汉姆兹·莫格拉比（Hamzi Moghrabi）批评媒体在俄克拉荷马城爆炸案发生仅数天后就对穆斯林和阿拉伯裔予以攻击。
随着救援工作接近尾声，媒体的报道重点也转移到案件调查、逮捕，蒂莫西·麦克维和特里·尼科尔斯的庭审以及对另一位人称“无名氏二号”的嫌疑人。多位目击者声称自己看到过第二名形迹可疑的人，并且与尼科尔斯和麦克维都不像。

## 庭审和判刑

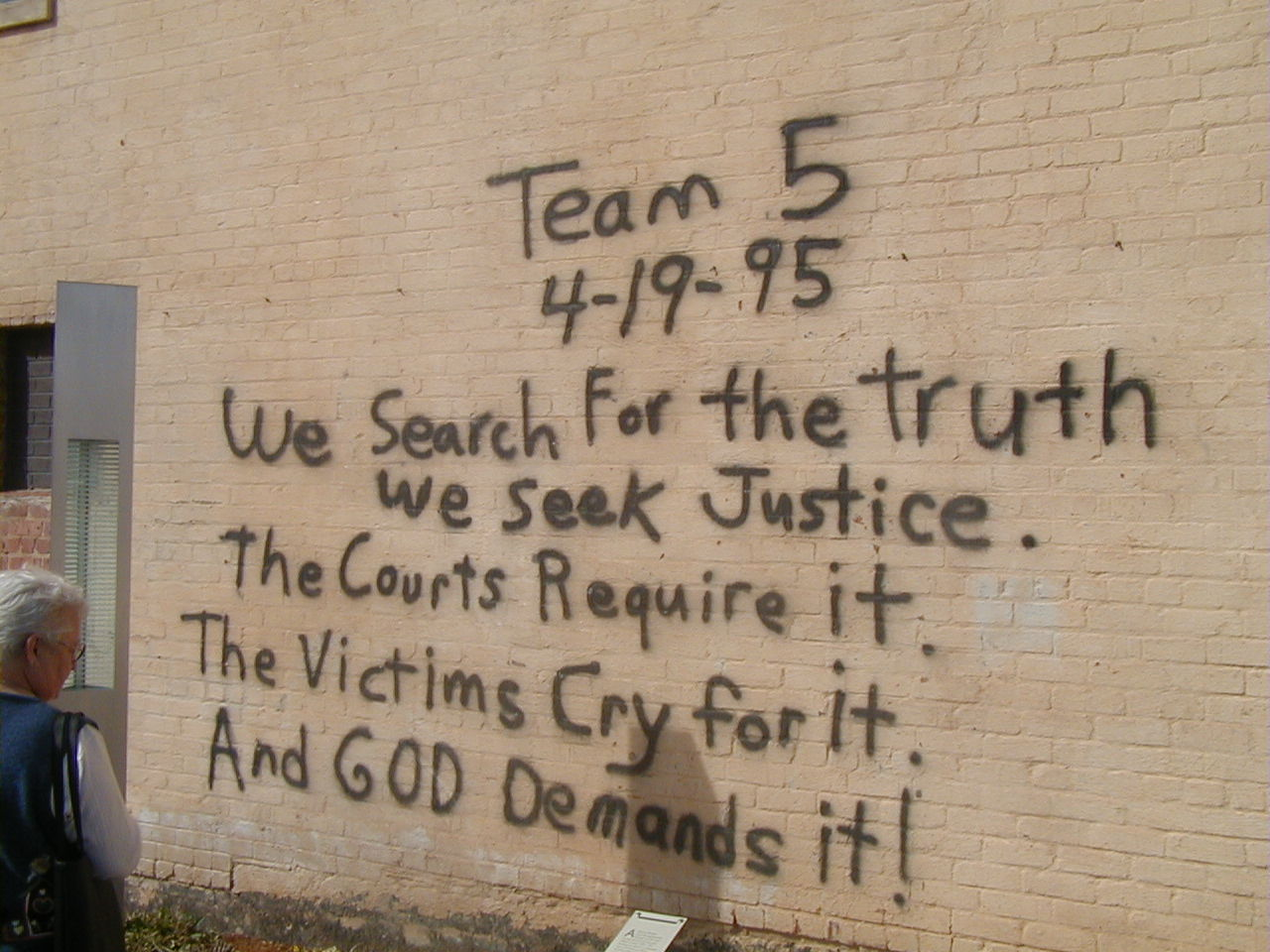
一支救援队于救援工作期间在墙上写下讯息要求惩治凶徒。

俄克拉荷马城爆炸案的正式调查由联邦调查局领头，人称，由特别探员韦尔登··肯尼迪（Weldon L. Kennedy）担任负责人。他手下监管着900名联邦、州和地方的执法人员，其中有300位联邦调查局探员，200名俄克拉何马城警察局警员，125位俄克拉何马国民警卫队成员，还有55名俄克拉何马州公共安全部职员:76。这也是继前总统约翰·F·肯尼迪遇刺以来最大规模的犯罪专案组:76。创下了美国历史上刑事案件规模的新纪录，联邦调查局探员进行了2.8万次面谈，收集了3.2吨证据，获得的各类资讯多达近十亿份:vii。联邦法官理查德·保罗·马奇（Richard Paul Matsch）下令将案件审理地点从俄克拉何马城改为科罗拉多州的丹佛，因为他认为被告在俄克拉荷马州无法得到公正的审判。相应的调查令麦克维、尼科尔斯和福捷分别受到独立审判并定罪。

### 提摩太·占士·麥克維
1997年4月24日，麦克维的案件审理以开庭陈辞拉开了帷幕。代表美国联邦政府的一组检察官由约瑟夫·哈兹勒领头，他在开庭陈述中概述了麦克维的动机，以及所掌握的证据。他说，麦克维在陆军服役时看过了《特纳日记》一书，从此产生了对政府的憎恨。他将民兵反对增税和《布雷迪法案》通过的意识形态视为自己信念的支撑，并且韦科惨案和红宝石山脊事件的发生让这一信念得以进一步加强。控方传唤了137名证人，其中包括迈克尔·福捷和洛里·福捷夫妇，还有麦克维的妹妹詹妮弗（Jennifer），所有人都作证确认麦克维对政府的仇视，以及采取激进手段加以对抗的愿望:10。福捷夫妇都作证称麦克维曾告知他们炸毁艾尔弗雷德··默拉联邦大楼的计划，迈克尔还透露了麦克维所选的日期，洛里则作证表示自己制作了麦克维用来租车的假证件。
麦克维的辩护团队中有6位主要律师，领头的是史蒂芬·琼斯。据法学教授道格拉斯··林德（Douglas O. Linder）称，麦克维希望琼斯进行“必要的辩护”，即辩称他受到来自政府的“迫在眉睫的危险”，他制造这场爆炸案的目的，是防止政府将来再犯下诸如韦科惨案或是红宝石山脊事件这样的罪行。麦克维认为，“迫在眉睫”和“立即”并不能划上等号，“如果一颗彗星飞向地球，并且已经越过冥王星轨道，那么它虽然不会立即对地球构成威胁，但却是迫在眉睫的威胁”:285-286。不过，琼斯并没有按麦克维期望的方式进行辩护，他试图透过合理怀疑的角度为当事人减轻罪责。琼斯还认为，麦克维只是一个更大阴谋的组成部分，并尝试把他描绘成“预先指定的替罪羊”，但麦克维不同意琼斯的辩护策略。经过一场聆讯，马奇法官作出独立裁决，认为有关更大阴谋的证据缺乏实质性，所以不能呈庭。琼斯辩称，这起爆炸案不可能仅由两人来达成，而且也没有任何人亲眼看到麦克维出现在犯罪现场附近，并且对案件的调查工作只进行了两个星期，希望以此来让陪审团对案情存在合理怀疑。琼斯在一个星期的时间里共传唤了25位证人出庭做证，其中包括联邦调查局的弗雷德里克·怀特赫斯特（Frederic Whitehurst）博士。怀特赫斯特在法庭上批评联邦调查局对爆炸现场的调查和关键证据的处理存在草率了事的情况，但他却无法指出任何自己所知晓的直接证据有可信度存疑的情况。
案件审理过程中，爆炸案发生后在现场发现的一条断腿成为双方争论的焦点。起初的观点认为这是一条男性的腿，之后才确认这条腿实际上属于爆炸中丧生的一位美国空军女性成员拉凯莎·利维（Lakesha Levy）。利维的遗体已经与另一条不匹配的断腿一起下葬，结果只能重新开棺换回她自己的腿后再次下葬。重新取出棺材的腿已经过防腐处理，所以办案人员无法透过检验来确定其归属。琼斯辩称，这条腿有可能属于另一位嫌犯无名氏二号。控方驳斥了这一说法，称一共有8名死难者下葬时都没有左腿，这条断腿有可能属于其中任何一位。
麦克维的辩护过程中出现了多起对他非常不利的泄密情况，泄露的内容看起来是他和辩护律师之间的谈话，还有一段供述罪行的谈话内容在不经意间存入了电脑磁盘并落到了媒体手中，麦克维认为这很大程度上危及了自己获得公正审判的可能性。庭审期间法官颁布了禁言令，双方律师都不得向媒体谈论证据、法律程序或对审判过程的看法。辩方得以将联邦司法部一份517页报告中的6页作为呈堂证据，这份报告批评了联邦调查局的犯罪实验室以及该机构的爆破专家大卫·威廉姆斯（David Williams）作出了欠科学且存在偏见的结论。报告声称，威廉姆斯并没有根据法医证据来做出自己的判断，而是在调查中进行反向推导。:315-317
经过23个小时的商议，陪审团于1997年6月2日判决麦克维的全部11项谋杀和阴谋罪名成立。辩方要求不要判死刑，减为终身监禁，但麦克维还是被判死刑。2001年5月，联邦司法部宣布，联邦调查局的工作中出现了失误，有超过3000份文件没有向麦克维的辩护律师提供。司法部还宣布，死刑因此将推迟一个月，以便辩方可以对这件文件加以检阅。6月6日，联邦法官理查德·保罗·马奇裁决这些文件不能证明麦克维的清白，下令死刑予以执行。时任美国总统乔治·沃克·布什批准死刑执行后（麦克维是联邦囚犯，联邦法律规定联邦囚犯的死刑需经总统批准），麦克维的死刑于6月11日在特雷霍特的联邦惩戒所以注射形式执行。执行过程透过闭路电视进行转播，让爆炸案中受害者的亲属可以见证麦克维的死亡。麦克维也是38年来经死刑处决的第一位联邦囚犯:17。

### 特里·尼科尔斯
尼科尔斯一共受审了两次。他首度受审是在1997年，法庭判决他制造大规模杀伤性武器和八起联邦官员过失杀人罪名成立。1998年6月4日，法院判处他终身监禁且不得假释。俄克拉荷马州于2000年以161起一级谋杀（160位不是联邦探员的遇难者和一名胎儿）起诉尼科尔斯，要求判处死刑。2004年5月26日，陪审团裁决所有控罪罪名成立，但在是否要判死刑的问题上出现僵局。主审法官史蒂芬·W·泰勒（Steven W. Taylor）于是判定刑期为161个无期徒刑连续执行，排除假释的可能性。2005年3月，联邦调查局根据线报对尼科尔斯的故居再次进行搜查，从一处窄小空隙中找到了更多之前遗漏的炸药。截至2009年，尼科尔斯仍然在弗罗伦斯联邦超级戒备监狱服刑。

### 迈克尔·福捷
迈克尔·福捷和洛里·福捷夫妇由于对爆炸案的策划知情，因此被视为麦克维的帮凶。迈克尔协助麦克维对联邦大楼进行了考察，洛里也帮麦克维制作了之后用来租车的假驾照。迈克尔同意出庭作证指控麦克维来进行控辩交易，为自己争取减刑，同时也让自己的妻子得到豁免。1998年5月27日，他因未能及时警告有关部门这起袭击而被判入狱12年，并处罚款7.5万美元。2006年1月20日，已经服刑十年半的迈克尔因表现良好获得提前释放，他得以进入证人保护计划，获得了新的身份。

### 其他嫌疑人
办案人员始终没有找到“无名氏二号”，那条不相符的腿也一直没有找到主人，政府之后再也没有公开调查过任何与爆炸案相关的嫌疑人。虽然麦克维和尼科尔斯庭审时各自的辩护律师都提出有其他犯罪嫌疑人涉案，但法官史蒂芬··泰勒认为，没有任何可信、相关或法律上认可的证据能够说明除麦克维和尼科尔斯外，还有第三个人直接与爆炸案有关。面对是否还有其他同谋的问题，麦克维这样回答：“是不是因为我炸掉了默拉大楼，然后大家觉得单一个人就可以造成这么严重的破坏这点实在太可怕了？”。就在麦克维即将受死刑处决的当天早上他发布了自己所写的一封信，里面写道：“对那些拒绝接受事实、执迷不悟的阴谋论者，我打开天窗说亮话：你倒是说说看，我到底在哪个环节上还需要别人的帮助？钱财？运输？专业技能？智商？战略？……证明一下：到底在什么地方我会需要这么一位神秘莫测的‘先生’！”

## 余波

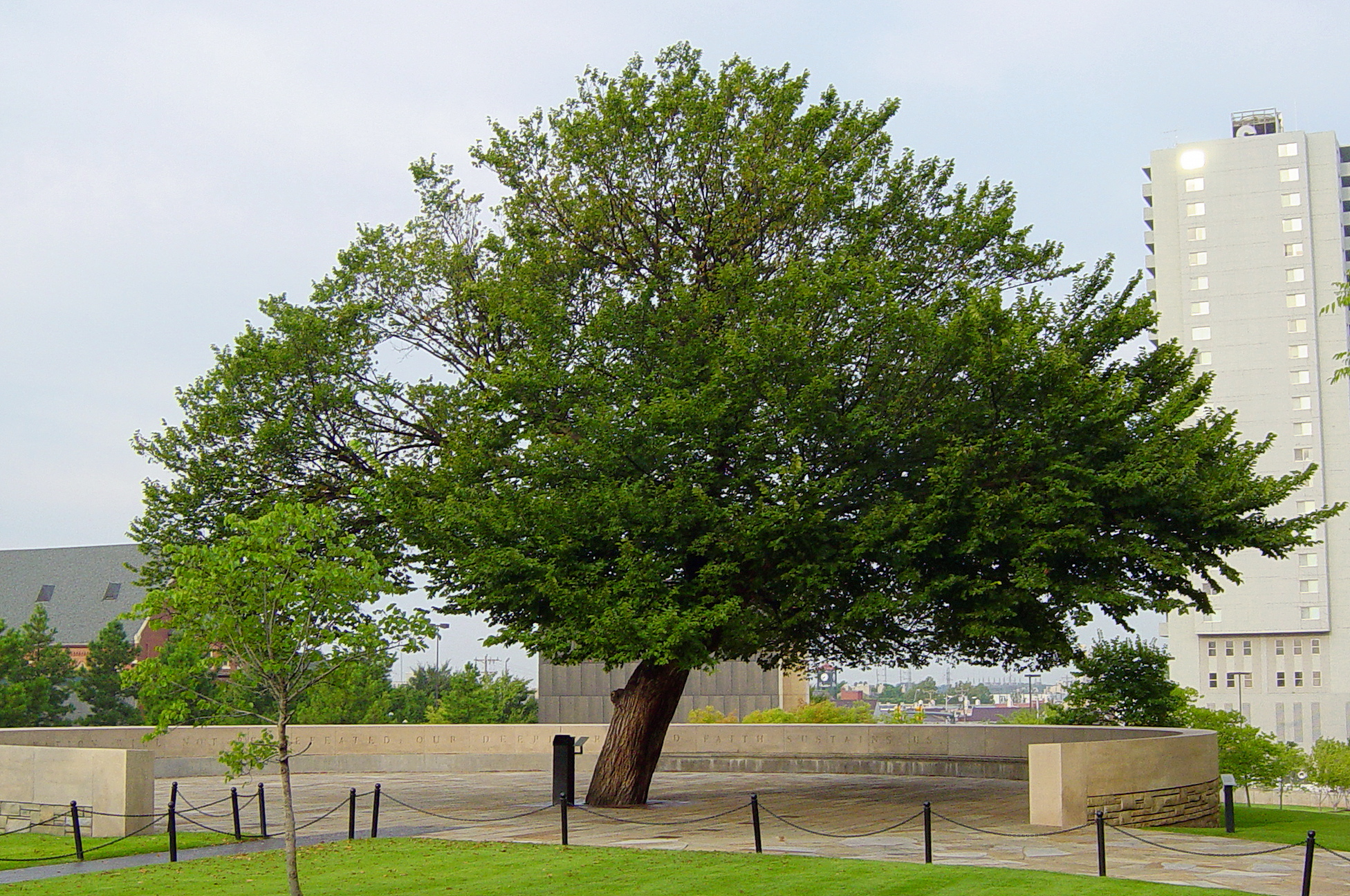
爆炸案的幸存者将这棵名为“幸存者之树”的榆树作为俄克拉荷马市国家纪念堂的象征。

俄克拉荷马城爆炸案是2001年的九一一袭击事件前美国本土所遭受最为严重的恐怖主义袭击事件。根据估算，整个俄克拉荷马城都会区有约38.7万人和直接受爆炸案影响的某人相识，佔其总人口数的三分之一:71。
爆炸发生后48小时内，受到攻击的联邦办事处在总务管理局的协助下已经得以在市里的其他地点开展工作。据南方贫困法律中心出版物及信息总监马克·波托克（Mark Potok）表示，他的组织从1995至2005年间追踪到了另外60起规模较小的本土恐怖主义阴谋，其中虽然有许多都得以及时发现并制止，但还是有多起造成了基础设施破坏，人员伤亡或其他破坏。波托克还透露，1996年时，美国境内一共有约858个本土民兵或其他反政府组织，不过到了2004年时这个数字已大幅下降到152个。爆炸案发生后不久，联邦调查局又聘请了500名雇员对可能出现的本土恐怖主义袭击进行调查。

### 立法
爆炸案发生后，美国联邦政府制定了多项立法，其中又以1996年《反恐怖主义及有效死刑法》最具影响。由于对案犯的审理移交到了另一个州进行，克林顿总统于1997年3月20日签署《受害人训示澄清法》，让爆炸案和将来任何暴力行径的受害人有权对案件审理进行观察，并在量刑听证会上提供会对量刑构成影响的证词。对此克林顿表示：“刑事司法程序应该围绕受害人，而不是从旁观者的角度进行。”
爆炸发生后的几年里，科学家、安全专家，以及美国菸酒槍炮及爆裂物管理局都受到联邦国会的传唤，参与要求顾客在购买硝酸铵化肥时出示身份证明立法的制定，法案还要求销售商保有销售纪录。法案的批评者认为，农民本来就需要大量使用化肥，购买化肥也是合法的行为，截至2009年，只有内华达州和南卡罗莱纳州要求买方提供身份证明。1995年6月，国会颁布立法，要求在炸药中掺入化学追踪剂，这样其制造的炸弹也就可以追溯到生产商。2008年，霍尼韦尔宣布开发出了一种即便与燃油混合也不能引爆的氮基肥料。该公司得到了美国国土安全部的协助，开发出这种化肥（Sulf-N 26）作为商业用途，其中透过使用硫酸铵来降低化肥的爆炸性。

#### 俄克拉荷马州学校课程
爆炸过后数年里，俄克拉荷马州的公立学校一直因没有要求把爆炸案列入强制性的历史课程内容而受到批评。根据法律规定，俄克拉荷马州历史是一项时长一个学期的课程，学生必须参与这一课程的学习才能毕业，但在教科书上，涉及这一爆炸案的内容只有一页，最多的也只有两页。该州对学生的学术技能优先级标准中没有要求学习掌握这起爆炸案的知识，更多的是关注于像腐败和黑色风暴事件之类主题。2010年4月6日，州长布拉德·亨利（Brad Henry）签署了《2750号众议院法案》（House Bill 2750），要求将俄克拉荷马城爆炸案纳入该州学校的州、美国和世界历史课程。
州长亨利在签署这条法案时表示：“虽然1995年4月19日发生的这起事件已经深深地刻在我们和所有记得那一天的俄克拉荷马州人民心里，但我们的后代可能会对那天的事情知之甚少甚至一无所知。”……“我们亏欠这一悲惨事件的所有遇难者和幸存者，也亏欠所有受到其影响的人们，我们必须记住1995年4月19日，理解这一事件到底意味着什么，并且对这个州乃至这个国家仍然意味着什么。”

### 建筑安全和施工

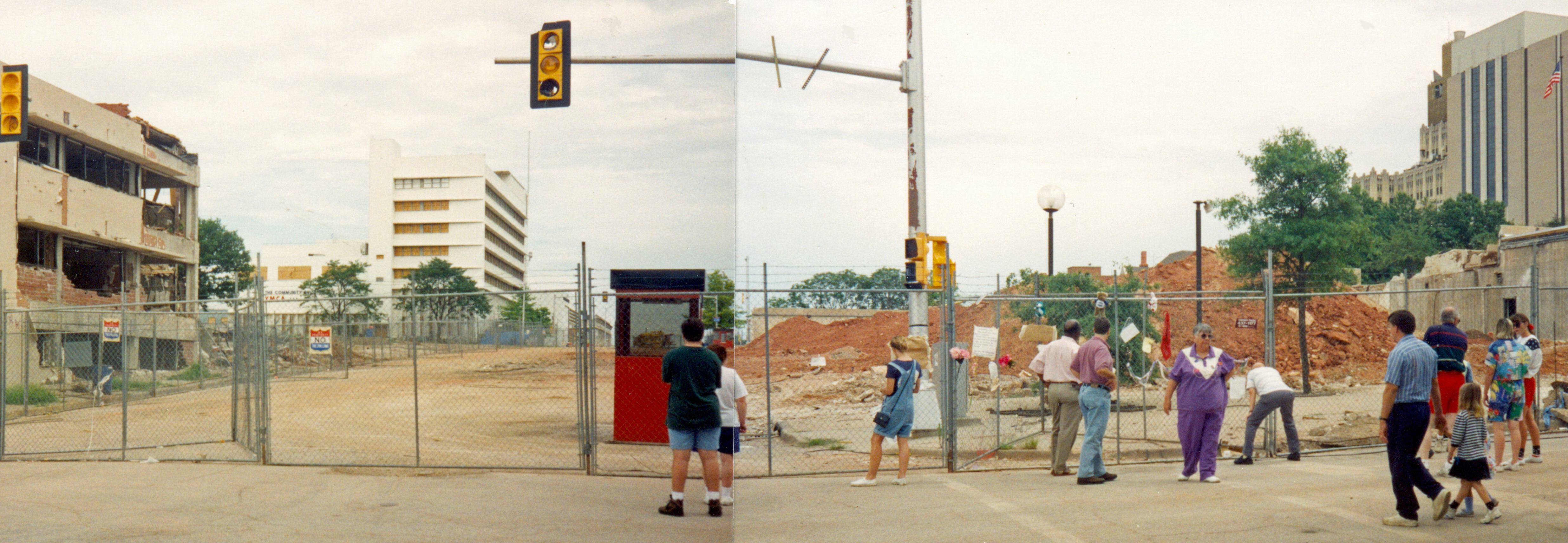
爆炸案发生三个月后，原艾尔弗雷德·P·默拉联邦大楼的所在已夷为平地。

爆炸案发生后的几个星期內，联邦政府下令用预制的纽泽西护栏把所有大城市的联邦大楼围住来防止出现类似的袭击。这些临时性的护栏之后大部分都替换成了永久性的安全屏障，成为美国联邦建筑保安长远计划的一部分。新的安全屏障看上去更美观，并且深植地下，令其更加坚固。此外，所有新建的联邦建筑物必须配备可以抵抗卡车冲撞的障碍，周边街道也要跟车流有一定的距离，将大楼面对卡车炸弹可能遭受的破坏程度降至最低水平。例如联邦调查局的大楼就必须距车流要有至少30米的距离。爆炸案发生后对全国所有联邦大楼保安措施改善的总计花费达到6亿美元:29。
默拉联邦大楼曾被认为非常安全，以至之前只聘请一位保安:41。1995年6月，美国总务管理局发布了《联邦设施漏洞评估》，又称《法警报告》（The Marshals Report），这份报告导致全国所有的联邦建筑都经历了全面安全评估，还建立了一套对联邦政府拥有或租用的1300个联邦设施安全性进行分级的系统，把所有联邦设施分为五个安全级别，其中第一级所需要的保安措施最为宽松，第五级则最严格，而艾尔弗雷德··默拉大楼分在第四级。全部52种保安改进分为多个类别，分别是物理屏障、闭路电视监控、场地规划和访问、强化建筑外墙来增加对爆炸冲压波的抵抗力，施釉门禁系统以减少玻璃碎片及其导致的伤亡，还有结构工程设计来防止出现连续性的倒塌。
这场袭击还促使了工程上的改进，让建筑物更能承受巨大的力量，这些改进都已经应用到了俄克拉何马州新建的联邦大楼中。国家地理频道纪录片系列《重返危机现场》中提出，如果默拉联邦大楼起初是按照加利福尼亚州的抗震设计规范来建造，那么它很可能可以经受住这次爆炸。

### 反思和探讨
不少傾向支持麦克维政治观的人都认为他的行径只会适得其反，大部分意见都针对无辜儿童的死亡作出批评，甚至认为麦克维应该选择去暗杀某一位政府领导人。麦克维之前曾考虑刺杀联邦司法部长珍妮特·雷诺，以及曾参与韦科惨案和红宝石山脊事件行动的联邦调查局人质拯救队狙击手朗·崛内（Lon Horiuchi），他在爆炸案后也曾表示有时會希望自己没有实行这起爆炸案，改为进行一系列的暗杀。那些对麦克维表示同情的人大多将其行径描述为战争行为，戈尔·维达尔的文章《蒂莫西·麦克维的意义》（The Meaning of Timothy McVeigh）就抱持这一看法；还有记者将他与美國廢奴主義者约翰·布朗相提並論。
麦克维相信，这次炸弹袭击对政府政策产生了积极的影响，并举出多个例子为证，如1996年蒙大拿自由人对峙的和平解决；爆炸案过后四个月，政府与兰迪·韦弗和他幸存的孩子以310万美元达成和解；还有2000年4月比尔·克林顿表示后悔决定强攻大卫教派营地的声明。麦克维声称：“只要你把恶霸的鼻血打出来，让他知道自己还要再挨一拳，他就不敢再回来了。”:378-383

### 阴谋理论
爆炸案引出了多种阴谋理论，一些说法宣称政府中人，甚至包括总统比尔·克林顿都知道会有这一惨案发生却故意没有采取任何行动:219。也有一些说法侧重于地方新闻中有关大楼中尚未爆炸其它炸弹的确认，还有一些看法着眼于爆炸案的其他同谋:265。此外，还有说法宣称爆炸案是由政府一手操纵，旨在抹黑民兵运动，或是为新的反恐立法提供动力，麦克维只是个替罪羊:219:159；或是有外国特工，特别是伊斯兰恐怖分子参与其中。多位专家对这些阴谋理论进行过争论，政府也多次针对这些说法开展过调查。

## 疏散问题
艾尔弗雷德··默拉联邦大楼前发生爆炸后，周边的街道立即陷入一片混乱。那些能够逃离大楼的人都离开了，其他被废墟所困的人则就地等待救援人员和志愿者的协助。根据的报道，雖然市中心区域的其他联邦大楼没有完全疏散，但能够离开该市的人都被勸告尽快离开；大楼周边的人们同時离开，令該處的交通流量急增，因而阻礙了救援人员和各机构前往現場救灾。包括联邦公路管理局和俄克拉荷马城在内的多个机构事後一同對爆炸案发生后的紧急响应机制进行评估，并針對阻碍救援工作顺利展开的问题提出了更加完善的响应方案。由于當時街道人潮拥挤，又有多个响应机构同时前往事发地点，致使政府分支机构与救援人员之间的沟通出现混乱。此外，不同的救援组织之間亦因欠缺沟通，未有協調彼此的工作，為搜救工作造成不少纷争和延误。俄克拉何马市在之后的报告中宣布，如果建立一个独立的机构专门负责在多个机构间进行沟通，将更有助于救灾工作的协调进行。
2001年的九一一袭击事件发生后，联邦公路管理局经过对包括俄克拉何马城爆炸案在内多个事件加以考量后提议，给主要的大都市地区创建平民疏散路线，这些突出显示的路线将让救援人员和政府机构得以更加迅速地赶赴灾区。希望能够透过帮助平民迅速撤离，救援人员快速到达，让人员伤亡减少到最低限度。

## 纪念

### 俄克拉荷马市国家纪念堂

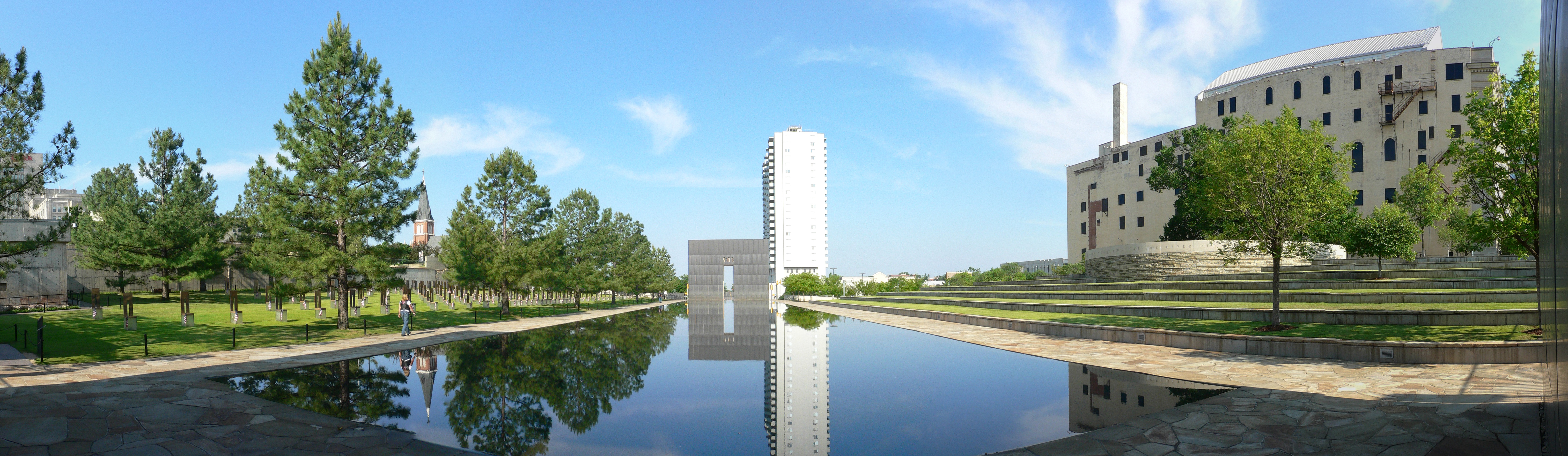
俄克拉荷马市国家纪念堂全景，从左到右分别是纪念椅，时间之门和倒影池，幸存者之树以及纪念楼

爆炸案过后的两年間，成千上万的人们来到默拉大楼旧址，留下毛绒玩具、十字架、信件以及其它个人物品纪念死难者:105。俄克拉荷马城收到了很多建造合适纪念馆的建议，但一直到1996年上半年才成立了正式的纪念馆筹备委员会:119，这个委员会名为默拉联邦大楼纪念馆专责工作组，由350人组成，其工作目标是制订纪念爆炸案死难者纪念馆的建筑方案。1997年7月1日，由15名成员组成的小组一致同意全部624份提交方案中的一份入选。获选的纪念馆方案预计其建设成本为2900万美元，这些资金将透过公共和私人基金筹集:109。纪念堂属国家公园服务的一部分，由俄克拉荷马城建筑师汉斯·巴兹（Hans Butzer）、托里·巴兹（Torrey Butzer）和斯文·伯格（Sven Berg）设计，于2000年4月19日，爆炸案五周年纪念日这天由总统克林顿揭幕，之后第一年内就有70万人前来参观。
纪念堂有一个倒影池，其上有两扇刻有时间的大门，一扇刻的是9:01，另一扇9:03，水池则代表着爆炸的那一刻（9:02）。纪念堂最南面是一片青铜和石头造成的椅子，每张椅子都代表了一位死难者，排列的位置也与各人当时在建筑物内的楼层和位置相对应，还代表了遇难者的亲人餐桌前的空椅子，同时代表儿童的椅子也比成人的要小。这些椅子的对面则是“幸存者之树”，这棵树原本是默拉联邦大楼的一道景观，经历这场爆炸和火灾后仍然顽强地存活下来。纪念馆还保有大楼没有受损的部分地基，让游客可以看到爆炸的破坏程度。经俄克拉荷马城纪念基金会点算，人们一共在用链条围绕的爆炸现场周围留下了超过80万件个人物品作纪念，这些纪念品如今都转移到了纪念堂的西部边缘。纪念堂北面则是纪念楼。

### 旧圣约瑟夫大教堂
纪念堂临近的角落有一尊由旧圣约瑟夫大教堂竖立，题为（意为“耶穌哭了”）的雕塑，圣约瑟夫是俄克拉荷马城的第一座由砖头和砂浆建造的教堂，1995年4月19日的爆炸几乎将之彻底摧毁。不过，这座雕像并不是纪念堂的一部分。

### 纪念活动
俄克拉荷马城每年都会为这起爆炸案的死难者举行纪念活动。一年一度的纪念马拉松比赛吸引了成千上万的人参赛，运动员也可以对受害者提供援助。2005年俄克拉荷马州在爆炸案发生十周年之际举行了持续24天的活动，其中还包括一个从4月17日到24日，为期一星期的“国家希望之周”系列活动。像往年一样，十周年的纪念活动以上午9点02分进行的仪式开始，标志着炸弹爆炸的瞬间，然后是168秒的默哀，代表168名死难者。仪式中还会由儿童念出死难者名单，儿童则代表着俄克拉荷马城的未来。
副总统迪克·切尼，前总统克林顿，俄克拉荷马州长布拉德·亨利和爆炸案发生时担任州长的弗兰克·基廷以及其他政要出席了仪式并致辞强调“善良战胜邪恶”。死难者的亲属和爆炸案的幸存者也参加了在俄克拉荷马城第一联合卫理公会教堂举行的仪式。
总统乔治·沃克·布什在一份周年纪念活动的书面声明中写下了笔记，其中呼应了他于2001年同意对麦克维执行死刑时的讲话：“对于这起犯罪的幸存者和失去亲人的家庭们来说，痛苦仍然在继续。”。布什获得了邀请，但未能出席纪念仪式，因为他当时正前往伊利诺伊州的斯普林菲尔德为亚伯拉罕·林肯总统图书馆和博物馆揭幕，切尼代表他出席了仪式。

## 相關戲劇
- 《芝加哥烈焰》第2季第20集《黑暗的一天》

## 扩展阅读
- Hinman, Eve E.; Hammond, David J. . ASCE Press. 1997. ISBN 0-7844-0217-5. |newspaper=被忽略 (帮助)
- Jones, Stephen; Israel, Peter. . New York: PublicAffairs. 2001. ISBN 978-1-58648-098-1.
- Oklahoma Today. . Oklahoma City: Oklahoma Today. 2005. ISBN 0-8061-9957-1.
- Hoffman, David. . Feral House. 1998. ISBN 0-922915-49-0.
- Sanders, Kathy. . Arlington, TX: Master Strategies. 2005. ISBN 0-9766485-0-4.
- Sherrow, Victoria. . Springfield, N.J.: Enslow Publishers. 1998. ISBN 0-7660-1061-9.
- City of Oklahoma City Document Management. . Stillwater, OK: Department of Central Services Central Printing Division. 1996. ISBN 0-87939-130-8.
- Crothers, Lane. . Lanham, MD: Rowman & Littlefield. 2003. ISBN 0-7425-2546-5.
- Figley, Charles R. .   [2014-04-04]. ISBN 1-58391-053-0. （原始内容存档于2014-01-03）.
- Giordano, Geraldine. . New York: The Rosen Publishing Group, Inc. 2003. ISBN 0-8239-3655-4.
- Hamm, Mark S. . : 62–63  [2014-04-04]. ISBN 1-55553-300-0. （原始内容存档于2013-06-28）.
- Hamm, Mark S. . Boston: Northeastern University Press. 2002. ISBN 1-55553-492-9.
- Hewitt, Christopher. . Routledge. 2003  [2014-04-03]. ISBN 978-0-415-27765-5.
- Irving, Clive. . New York: Random House. 1995  [2014-04-04]. ISBN 0-679-44825-X. （原始内容存档于2013-01-31）.
- Kellner, Douglas. . Boulder, CO: Paradigm Publishers. 2007. ISBN 1-59451-492-5.
- Knight, Peter. . Santa Barbara, CA: ABC-CLIO. 2003. ISBN 1-57607-812-4.
- Linenthal, Edward. . Oxford University Press US.   [2014-04-05]. ISBN 0-19-516107-6. （原始内容存档于2013-06-30）.
- Michel, Lou; Dan Herbeck. . New York: ReganBooks. 2001. ISBN 0-06-039407-2.
- Miller, Richard Earl. . New York: University of Pittsburgh Press. 2005  [2014-04-05]. ISBN 0-8229-5886-4. （原始内容存档于2013-07-06）.
- Serano, Richard A. . New York: W. W. Norton & Company. 1998. ISBN 0-393-02743-0.
- Stickney, Brandon M. . Amherst, NY: Prometheus Books. 1996. ISBN 1-57392-088-6.
- Sturken, Marita. . Durham, NC: Duke University Press. 2007. ISBN 0-8223-4103-4.
- Wright, Stuart A. . Cambridge; New York: Cambridge University Press. 2007. ISBN 978-0-521-87264-5.
- Key, Charles, State Representative. . Oklahoma City, Oklahoma: The Oklahoma Bombing Investigation Committee. 2001. ISBN 0-9710513-0-5. LCCN 2001117318.